# Tapfheim
Tapfheim là một đô thị ở huyện Donau-Ries trong bang Bayern nước Đức. Đô thị Tapfheim có diện tích 44,46 km².